# Rio Chapecó
Rio Chapecó är ett vattendrag i Brasilien.   Det ligger i delstaten Santa Catarina, i den södra delen av landet, 1 400 km söder om huvudstaden Brasília.
Omgivningarna runt Rio Chapecó är en mosaik av jordbruksmark och naturlig växtlighet. Runt Rio Chapecó är det ganska glesbefolkat, med 34 invånare per kvadratkilometer.